# 휴양림로
휴양림로(Hyuyangnim-ro)는 충청남도 금산군 남이면 성산삼거리에서 금산군 진산면 부암삼거리을 잇는 도로이다.

## 주요 경유지
충청남도
- 금산군 (남이면 . 진산면)

## 노선
| 이름       | 접속 노선                        | 소재지 | 소재지 | 비고 |
| ---------- | -------------------------------- | ------ | ------ | ---- |
| 성산삼거리 | 보석사로                         | 금산군 | 남이면 |      |
| 하금교     |                                  | 금산군 | 남이면 |      |
| 하금삼거리 | 진악로                           | 금산군 | 남이면 |      |
| 역평교     |                                  | 금산군 | 남이면 |      |
| 대양삼거리 | 대양로                           | 금산군 | 남이면 |      |
| 작고개     |                                  | 금산군 | 남이면 |      |
| 건천교     |                                  | 금산군 | 남이면 |      |
| 일양교     |                                  | 금산군 | 진산면 |      |
| 원산가교   |                                  | 금산군 | 진산면 |      |
| 삼가교     |                                  | 금산군 | 진산면 |      |
| 부암삼거리 | 국가지원지방도 제68호선 (진산로) | 금산군 | 진산면 |      |

## 주요 시설및 건물
- 남이면행정복지센터 (휴양림로 299/하금리 297-4)